# Сосна Тунберга
Сосна́ Ту́нберга, або сосна́ гірська́ япо́нська (Pinus thunbergii) — багаторічна рослина родини соснових, названа на честь шведського природознавця XVIII-XIX століть Карла Петера Тунберга. Деревна, лісомеліоративна, харчова та декоративна культура відкритого та захищеного ґрунту (в останньому випадку вирощується у вигляді бонсая).

## Опис

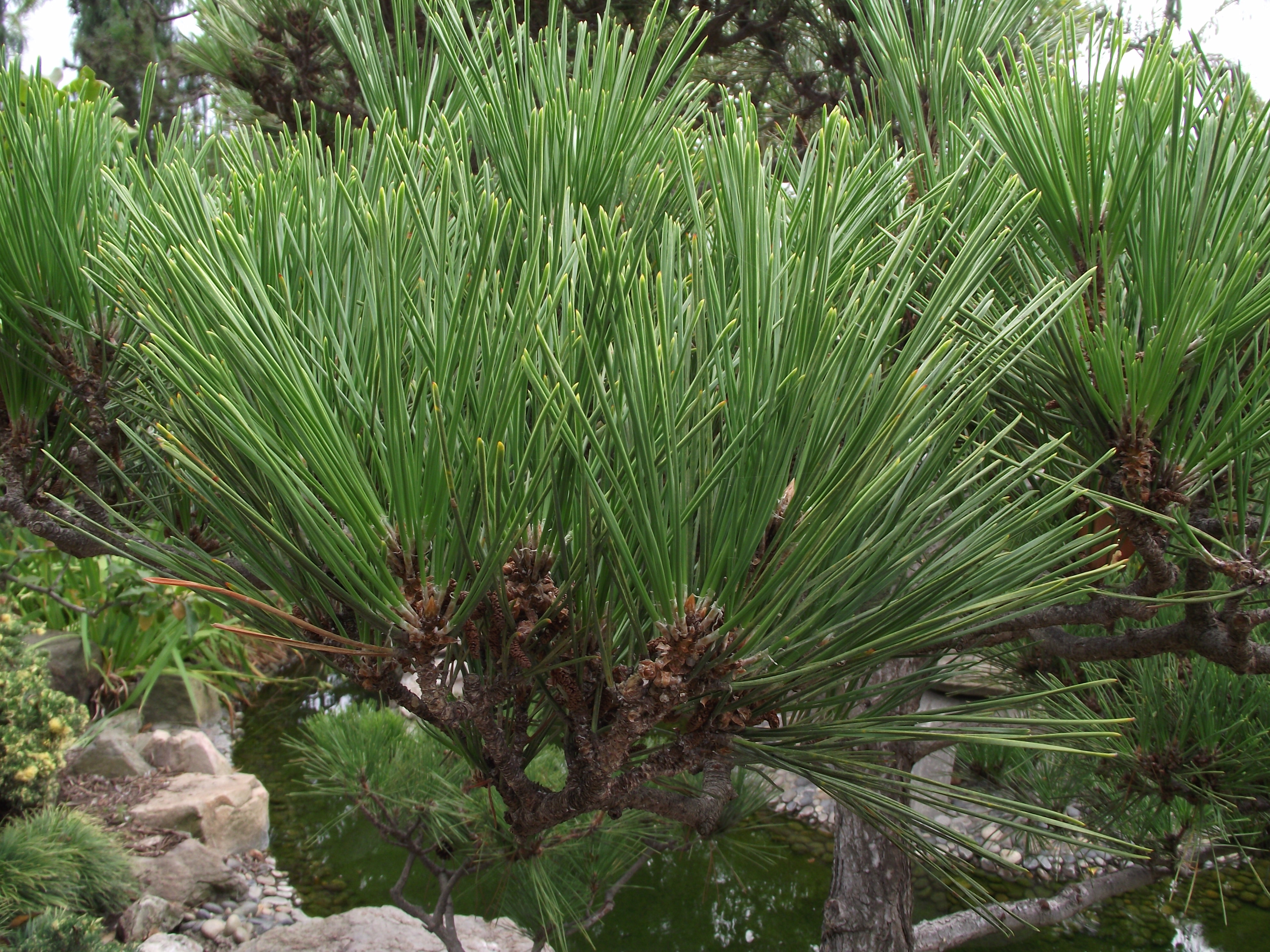
Глиця

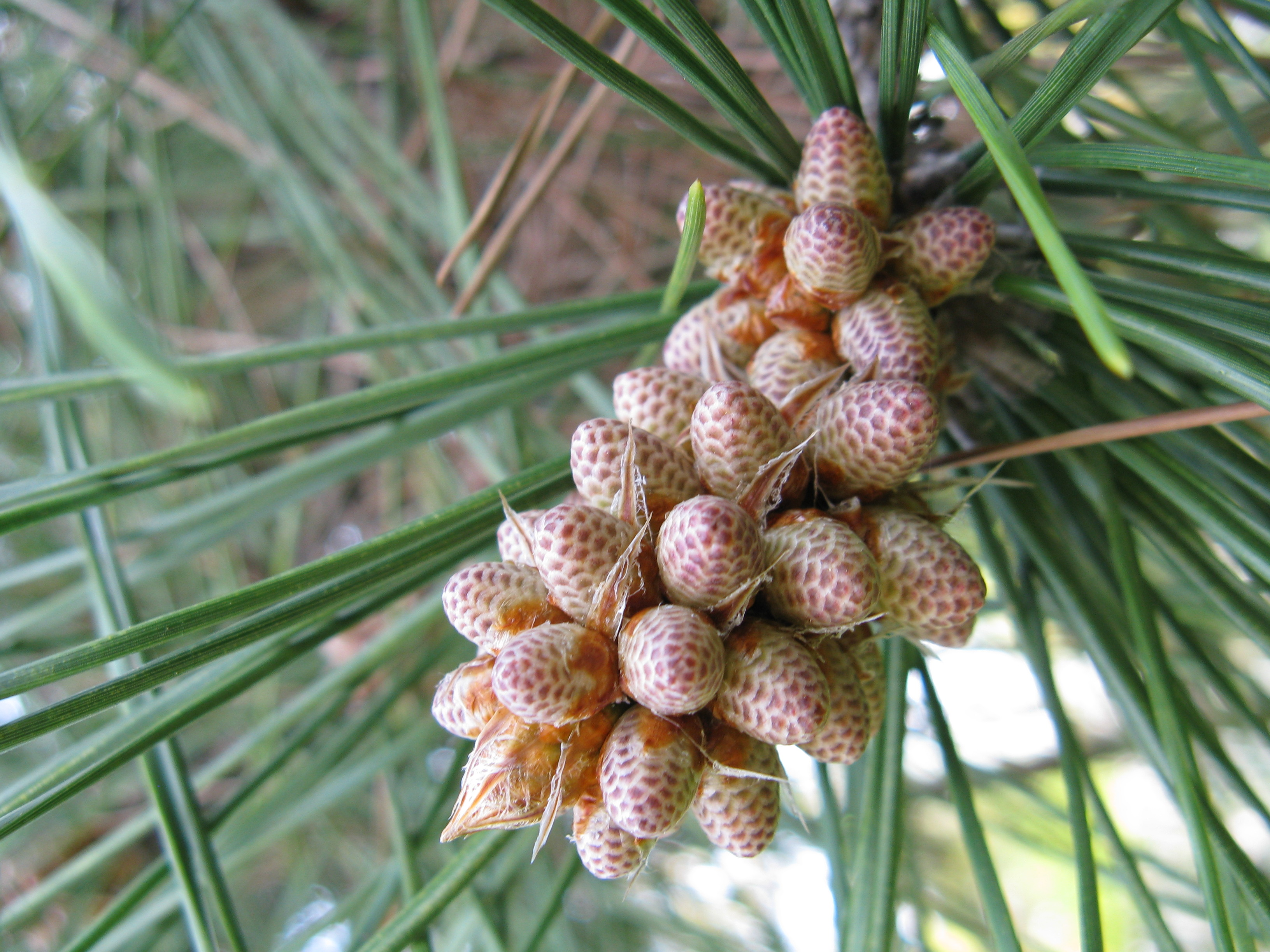
Чоловічі шишки

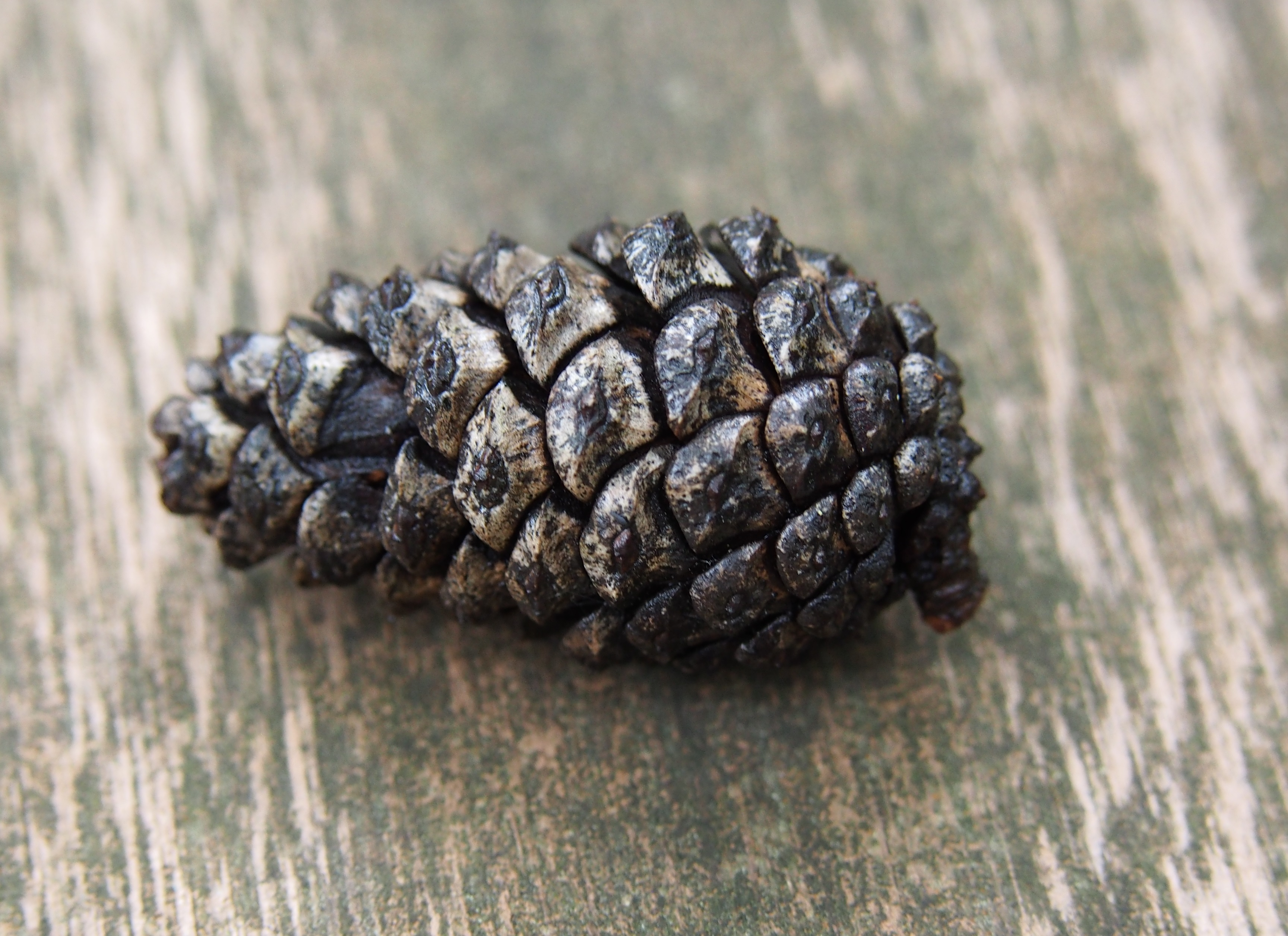
Стигла жіноча шишка з насінням

Сосна Тунберга — це вічнозелене дерево заввишки до 40 м, яке рідко досягає такого розміру за межами свого природного ареалу. Крона конічна. Стовбур у старих особин потовщений. Кора на молодих гілках і стовбурах молодих дерев спочатку зеленкувато-жовта, згодом стає жовтувато-коричневою та сірою, а з віком набуває темнішого, майже чорного, кольору.
Зимові бруньки овально-циліндричні, яйцеподібні або конічні, смолисті. Листки голчасті (глиця), зібрані попарно із спільною білою оболонкою біля основи, 7–12 см завдовжки, темно-зелені з білими цятками на кінчиках. На молодих пагонах пучки хвої спрямовані вгору. Глиця тримається на дереві протягом 2–3 років.
Чоловічі шишки 1–2 см завдовжки, зібрані по 12–20 на кінцях пагонів весняного приросту. Жіночі шишки 4–7 см завдовжки, на коротких черешках, лускаті, з маленькими цятками на кінчиках кожної луски, поодинокі або зібрані в колотівки по 2–3 штуки. Насінини тверді, спочатку сірувато-жовті, після достигання жовтувато-коричневі, з коротким крильцем.

## Екологія та поширення
Світлолюбна рослина, здатна виносити невелике затінення у полудень, відносно морозостійка — взимку витримує пониження температури до -23°C. Помірно посухостійка (хоча у природі поширена в зонах з вологим кліматом), солевитривала, віддає перевагу плодючим, помірно зволоженим, добре дренованим ґрунтам. Типовими біоценозами цього виду є мішані ліси, приморські скелі та пагорби. Цвітіння відбувається у квітні-травні, шишки достигають у жовтні наступного року.
Ареал виду охоплює прибережні райони японських островів Кюсю, Сікоку, Хонсю та Хоккайдо, а також прибережні райони Південної Кореї. За межами природного ареалу поширена в Північній Америці, втім, тут сосна Тунберга сильно вражається нематодою Bursaphelenchus xylophilus. Цей шкідник був занесений в Японію, через що під загрозою опинились й дикі популяції цих дерев.

## Застосування

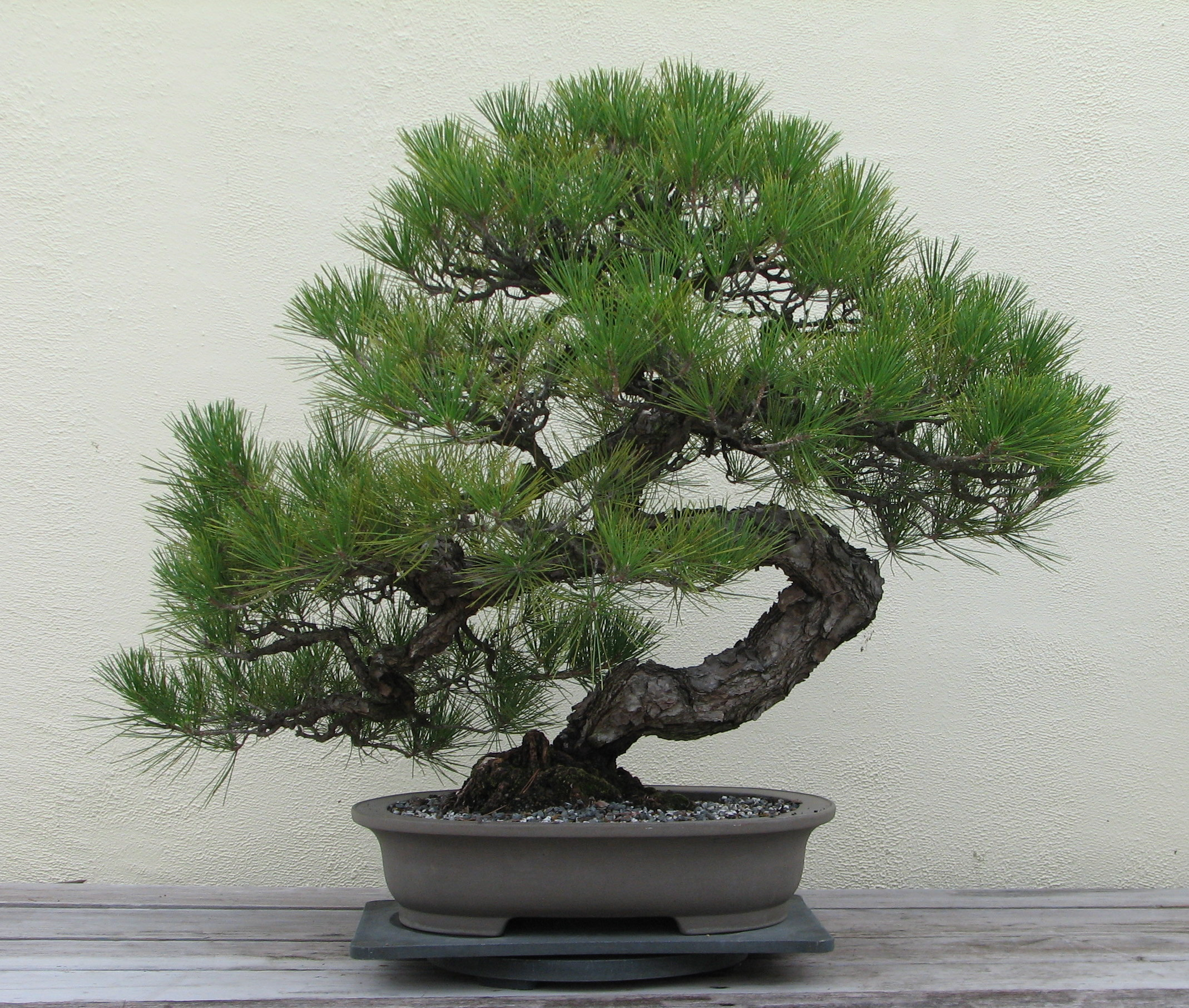
Бонсай із сосни Тунберга

Деревина цього виду використовується для виготовлення тари, паперу, шпал, стовпів. В Південній Кореї глиця сосни Тунберга обмежено застосовується при приготуванні печива і безалкогольних напоїв.
Цей вид досить високо цінується в лісовідновленні прибережних районів, оскільки здатен зростати на піщаних ґрунтах, непридатних для більш вибагливих дерев, крім того, він добре витримує солоні бризи. Завдяки щільній зонтикоподібній кроні сосна Тунберга розглядається як вітрозахисна рослина. Спроби з цією ж метою висаджувати сосну Тунберга у Новій Англії були невдалими через значне пошкодження дерев нематодами, тому в США вона представлена переважно у колекціях ботанічних садів.
Сосна Тунберга доволі поширена у декоративному садівництві як на батьківщині, так і за її межами завдяки своїй невибагливості та здатності легко формуватися. Якщо цьому дереву дозволяють рости природно, то воно сягає великих розмірів, а якщо крону формують, то воно не перевищує кількох метрів заввишки, що дозволяє милуватись його красою зблизька. Цей вид вважається одним з найкращих для створення бонсаїв, саме з нього радять починати роботу новачкам цього мистецтва.

## Синоніми
- Pinus massoniana Siebold & Zucc.
- Pinus sylvestris Thunb.
- Pinus thunbergiana Franco
- Pinus thunbergii var. oculus-draconis Mayr
- Pinus thunbergii f. oculus-draconis (Mayr) Rehder
- Pinus thunbergii var. pendula Mayr[2 1]